# Simmone Jade Mackinnon
Simmone Jade Mackinnon (ur. 19 marca 1973 w Mount Isa) – australijska aktorka, producentka i modelka.

## Życiorys
Simmone Mackinnon swoją karierę aktorską rozpoczęła w 1988 roku występując w australijskim filmie Something About Love. W latach 1993–1995 występowała w musicalu Koty Andrew Lloyda Webbera. W dwóch kolejnych filmach - Randka z wrogiem i Dust of the Wings zagrała małe role. Pojawiła się gościnnie w serialu fantasty Spellbinder  i Land of the Dragon Lord. W 1999 dostała rolę w serialu Słoneczny patrol, gdzie zagrała Allie Reese. Dwa lata później zagrała u boku m.in. Gerarda Butlera w miniserialu Attyla. Otrzymała dwie role do zagrania - N'Kara i Ildico. Mackinnon największą popularność zdobyła występując w serialu Córki McLeoda, gdzie zagrała Stevie Hall. Za tę rolę otrzymała wiele nominacji do australijskiej nagrody Logie Award.
W czerwcu 2009 Mackinnon pojawiła się jako prezenter obok Karla Stefanovica i Scotta Cama w Random Acts of Kindness w stacji Nine Network. W 2012 roku Simmone dołączyła do obsady Sąsiadów jako Zoe Alexander.

## Życie prywatne
Jej rodzice to Ian i Anette Mackinnon. Ma siostrę Kym i brata Robbie.
Była zaręczona z aktorem Jasonem Momoa. Ze związku z Dominikiem Jamesem ma syna Madigana Jamesa Mackinnona (ur. 19.03.2010).
Psy zawsze były jej częścią życia. Była mianowana superbohaterem RSPCA - "Za danie miłości, szacunku i wsparcia dla wszystkich zwierząt". Jako dziecko podróżowała z rodzicami, znalazła opuszczoną Australian Cattle Dog, przygarnęła ją i nazwała ACDs. Jej obecne psy to - Australian Cattle Dog - Maha Kala i terrier - Mr Miyagi. W 2016 roku wzięła ze schroniska kolejnego psa, którego nazwała Duck.
Obecnie Mackinnon bardzo dużo podróżuje po całej Australii.

## Nagrody i nominacje
- Nominacja — Logie Awards 2004 dla najpopularniejszej nowej aktorki
- Nominacja — Logie Awards 2007 dla najpopularniejszej aktorki
- Nominacja — Gold Logie Award 2007 dla najpopularniejszej osobowości telewizyjnej
- Nominacja — Logie Awards 2008 dla najpopularniejszej aktorki
- Nominacja — Logie Awards 2009 dla najpopularniejszej aktorki
- Nominacja — Gold Logie Award 2009 dla najpopularniejszej osobowości telewizyjnej

## Filmografia
- 1988: Something About Love jako terapeuta
- 1996: Randka z wrogiem jako asystentka doktora
- 1997: Dust Off the Wings jako Mel
- 1997: Spellbinder: Land of the Dragon Lord jako TV girl
- 1997: W krainie władcy smoków jako dziewczyna w telewizji
- 1998: Szczury wodne jako Bianca Mathias (gościnnie)
- 1998–1999: Cena życia jako Kimberly "Krystal" Woods (gościnnie)
- 1999: Zaginiony świat jako Elura (gościnnie)
- 1999–2000: Słoneczny patrol jako Allie Reese
- 2001: Attyla jako N'Kara/Ildico
- 2002: Pyton 2 jako Nadi
- 2003: Rów polarny jako dr. Anne Fletcher
- 2003–2009: Córki McLeoda jako Stevie Hall
- 2003: Ciemne wody jako Robin Turner
- 2006: Ofiara pożądania jako Dominiue (Mackinnon jest też współproducentką tego filmu)
- 2009: The Cut jako Dominica Blaine
- 2009: Ekipa ratunkowa jako Fiona Charlton
- 2010: Cops LAC jako Justine Taylor
- 2010: City Homicide jako Liz Chisholm
- 2009–2011: Random Acts of Kindness jako prezenter
- 2012: Sąsiedzi jako Zoe Alexande